# Ołeksandr Mocyk
Ołeksandr Mocyk (ukr. Олександр Моцик, ur. 3 maja 1955 w Horodcu na Wołyniu) – ukraiński działacz państwowy i dyplomata, w latach 2006–2010 ambasador nadzwyczajny i pełnomocny w Rzeczypospolitej Polskiej.

## Życiorys
W 1981 ukończył studia na Wydziale Stosunków Międzynarodowych Kijowskiego Państwowego Uniwersytetu im. Tarasa Szewczenki ze specjalnością magistra prawa międzynarodowego, po czym został zatrudniony w Ministerstwie Spraw Zagranicznych Ukraińskiej SRR jako III sekretarz Wydziału Konsularnego (1981–1985), III i II sekretarz Wydziału Organizacji Międzynarodowych (1985–1987), II i I sekretarz Wydziału Kadr (1987–1990) oraz I sekretarz Wydziału Prawno-Traktatowego (1990–1992).
W niepodległej Ukrainie kontynuował pracę w Ministerstwie zostając w kwietniu 1992 II, a później I sekretarzem i radcą Stałego Przedstawicielstwa Ukrainy przy ONZ w Nowym Jorku (do sierpnia 1995). Po powrocie do kraju objął funkcję dyrektora Departamentu Prawno-Traktatowego MSZ, którą sprawował do jesieni 1997.
W listopadzie 1997 złożył listy uwierzytelniające prezydentowi Republiki Tureckiej rozpoczynając trwającą cztery lata misję jako ambasador nadzwyczajny i pełnomocny w Ankarze. Był zarazem przedstawicielem Ukrainy przy Organizacji Współpracy Gospodarczej Państw Morza Czarnego (1999–2004).
Po powrocie do kraju w listopadzie 2001 prezydent Kuczma powierzył mu stanowisko podsekretarza stanu w MSZ Ukrainy, które sprawował do lata 2003. Później przez dwa lata pełnił funkcję sekretarza stanu w Ministerstwie Spraw Zagranicznych (w latach 2004–2005 odpowiadał za integrację z Unią Europejską).
W lutym 2005 został zatrudniony w kancelarii prezydenta Juszczenki jako pierwszy zastępca sekretarza stanu, którym był do grudnia tego roku. 7 lutego 2006 złożył na ręce prezydenta Kaczyńskiego listy uwierzytelniające rozpoczynając misję dyplomatyczną jako ambasador nadzwyczajny i pełnomocny w Rzeczypospolitej Polskiej. Po objęciu urzędu prezydenta przez Wiktora Janukowycza został odwołany z funkcji w Warszawie, a 11 czerwca 2010 roku otrzymał nominację na stanowisko ambasadora w Stanach Zjednoczonych. W 2006 został odznaczony Orderem „Za zasługi”.